# Повіт Като
Пові́т Като́ (яп. 河東郡, かとうぐん, МФА: [katoː guɴ]) — повіт в Японії, в окрузі Токаті префектури Хоккайдо. 